# 九州しんきんカード
株式会社九州しんきんカード（きゅうしゅうしんきんカード、KYUDHU　SHINKIN BANK CARD Co.,Ltd.）は、九州・沖縄地区の26信用金庫の出資会社で、熊本県熊本市中央区に本拠を置くクレジットカード会社である。

## 概要
1984年6月6日に九州・沖縄地区（福岡・佐賀・長崎・宮崎・熊本・鹿児島・沖縄）の信用金庫を母体としてVISAカードを発行するクレジットカード会社として設立される。
VJA加盟企業であると同時に、ジェーシービーのフランチャイジー。
九州・沖縄地区に在住・在勤で、同地区の信用金庫に口座を解説している場合にのみ申込みが可能。

## 沿革
- 1984年 -会社設立。VJAに加盟し、九州・沖縄地区を事業エリアとしてVISAブランドの取扱開始。
- 2003年 - しんきんカードのシンボルマーク制定。。

## クレジットカード

### 九州しんきんVISAカード

#### 個人カード
- VISAゴールドカード
- VISAクラシックカード
- ロードサービスVISAゴールドカード - ロードサービスが付帯。
- ロードサービスVISA一般クラシックカード - ロードサービスが付帯。

#### 法人カード
- VISAゴールド法人カード
- VISAクラシック法人カード
- ロードサービスVISAゴールド法人カード - ロードサービスが付帯。
- ロードサービスVISAクラシック法人カード - ロードサービスが付帯。

#### 追加カード
- ETCカード

### 九州しんきんJCBカード

#### 個人カード
- 九州しんきんJCBゴールドカード
- 九州しんきんJCB一般カード
- 九州しんきんJCB GOLD EXTAGEカード - 29歳以下限定カード。
- 九州しんきんJCB EXTAGEカード - 29歳以下限定カード。
- 九州しんきんJCB LINDAカード - 女性向けカード。

#### 法人カード
- 九州しんきんJCBプラチナ法人カード
- 九州しんきんJCBゴールド法人カード
- 九州しんきんJCB一般法人カード

#### 追加カード
- ETCカード

### WEBサービス
九州しんきんVISAカードでは、VJAが提供をするVpassに対応する。九州しんきんJCBカードでは、JCBが提供するMyJCBに対応している。どちらのサービスもWEB明細に対応している。

## 事業所
- 本社
- 福岡支社

## 加盟する信用情報機関
割賦販売法および貸金業法に基づきクレジットカードなどの信用審査を行う為に以下の信用情報機関に加盟する。
- 株式会社シー・アイ・シー(CIC)